# Estland op het Eurovisiesongfestival 2015
Estland nam deel aan het Eurovisiesongfestival 2015 in Wenen, Oostenrijk. Het was de 21ste deelname van het land op het Eurovisiesongfestival. ERR was verantwoordelijk voor de Estse bijdrage voor de editie van 2015.

## Selectieprocedure
De Estse openbare omroep startte de inschrijvingen voor het jaarlijkse Eesti Laul op 17 september 2014. Geïnteresseerden kregen tot 1 december de tijd om een inzending in te sturen. Alle artiesten en componisten moesten over de Estische nationaliteit beschikken of in Estland wonen. Bij het sluiten van de inschrijvingen bleek ERR 219 inzendingen te hebben ontvangen, een record. Een interne jury koos vervolgens twintig acts die mochten aantreden in Eesti Laul 2015. De vakjury bestond uit Erik Morna, Toomas Puna, Owe Petersell, Siim Nestor, Kaupo Karelson, Valner Valme, Lenna Kuurmaa, Ago Teppand, Anne Veski, Ingrid Kohtla en Mingo Rajandi. De acts werden op 4 december bekendgemaakt.
Er werden twee halve finales georganiseerd op 7 en 14 februari, die echter niet live werden uitgezonden. De opnames vonden plaats tussen 28 januari en 1 februari. Van de tien acts in elke halve finale gingen er telkens vijf door naar de finale. De punten werden evenwaardig verdeeld door de televoters en door de vakjury. Tijdens de finale, op zaterdag 21 februari, beslisten vakjury en televoters eerst wie de drie superfinalisten waren. De voorbije jaren waren er telkens slechts twee superfinalisten. Vervolgens mocht het publiek autonoom bepalen wie Estland mocht vertegenwoordigen in Wenen.

## Eesti Laul 2015

### Eerste halve finale
7 februari 2015
| Plaats | Artiest                           | Lied                | Jury | Publiek | Totaal | Plaats |
| ------ | --------------------------------- | ------------------- | ---- | ------- | ------ | ------ |
| 1      | Karl-Erik Taukar                  | Päev korraga        | 6    | 6       | 12     | 6      |
| 2      | Miina                             | Kohvitassi lugu     | 3    | 1       | 4      | 10     |
| 3      | The Blurry Lane                   | Exceptional         | 4    | 9       | 13     | 3      |
| 4      | Liis Lemsalu & Egert Milder       | Hold on             | 7    | 2       | 9      | 7      |
| 5      | Airi Vipulkumar Kansar            | Saatuse laul        | 2    | 3       | 5      | 9      |
| 6      | Maia Vahtramäe                    | Üle vesihalli taeva | 5    | 8       | 13     | 4      |
| 7      | Robin Juhkental & The Big Bangers | Troubles            | 8    | 5       | 13     | 5      |
| 8      | Elephants From Neptune            | Unriddle me         | 10   | 4       | 14     | 2      |
| 9      | Elisa Kolk                        | Superlove           | 9    | 10      | 19     | 1      |
| 10     | Bluestocking                      | Kordumatu           | 1    | 7       | 8      | 8      |

### Tweede halve finale
14 februari 2015
| Plaats | Artiest                 | Lied                 | Jury | Publiek | Totaal | Plaats |
| ------ | ----------------------- | -------------------- | ---- | ------- | ------ | ------ |
| 1      | Wilhelm                 | Light up your mind   | 8    | 1       | 9      | 8      |
| 2      | Kruuv                   | Tiiu talu tütreke    | 2    | 7       | 9      | 6      |
| 3      | Demie feat. Janice      | Kuum                 | 3    | 2       | 5      | 10     |
| 4      | NimmerSchmidt           | Kellega ma tutvusin? | 6    | 3       | 9      | 7      |
| 5      | Elina Born & Stig Rästa | Goodbye to yesterday | 10   | 10      | 20     | 1      |
| 6      | Daniel Levi             | Burning lights       | 7    | 9       | 16     | 2      |
| 7      | Triin Niitoja & John4   | This is our choice   | 5    | 8       | 13     | 3      |
| 8      | Kali Briis Band         | Idiot                | 9    | 4       | 13     | 4      |
| 9      | Luisa Värk              | Minu päike           | 4    | 6       | 10     | 5      |
| 10     | Mari                    | Kolm päeva tagasi    | 1    | 5       | 6      | 9      |

### Finale
21 februari 2015
| Plaats | Artiest                           | Lied                 | Jury | Publiek | Totaal | Plaats |
| ------ | --------------------------------- | -------------------- | ---- | ------- | ------ | ------ |
| 1      | Luisa Värk                        | Minu päike           | 2    | 1       | 3      | 10     |
| 2      | Maia Vahtramäe                    | Üle vesihalli taeva  | 3    | 2       | 5      | 9      |
| 3      | Elina Born & Stig Rästa           | Goodbye to yesterday | 10   | 10      | 20     | 1      |
| 4      | Kali Briis Band                   | Idiot                | 4    | 5       | 9      | 7      |
| 5      | Robin Juhkental & The Big Bangers | Troubles             | 7    | 3       | 10     | 6      |
| 6      | Daniel Levi                       | Burning lights       | 8    | 9       | 17     | 2      |
| 7      | Elisa Kolk                        | Superlove            | 6    | 8       | 14     | 3      |
| 8      | The Blurry Lane                   | Exceptional          | 1    | 6       | 7      | 8      |
| 9      | Elephants From Neptune            | Unriddle me          | 9    | 4       | 13     | 4      |
| 10     | Triin Niitoja & John4             | This is our choice   | 5    | 7       | 12     | 5      |

Superfinale
| Plaats | Artiest                 | Lied                 | Stemmen |
| ------ | ----------------------- | -------------------- | ------- |
| 1      | Elina Born & Stig Rästa | Goodbye to yesterday | 79%     |
| 2      | Daniel Levi             | Burning lights       | 13%     |
| 3      | Elisa Kolk              | Superlove            | 8%      |

## In Wenen

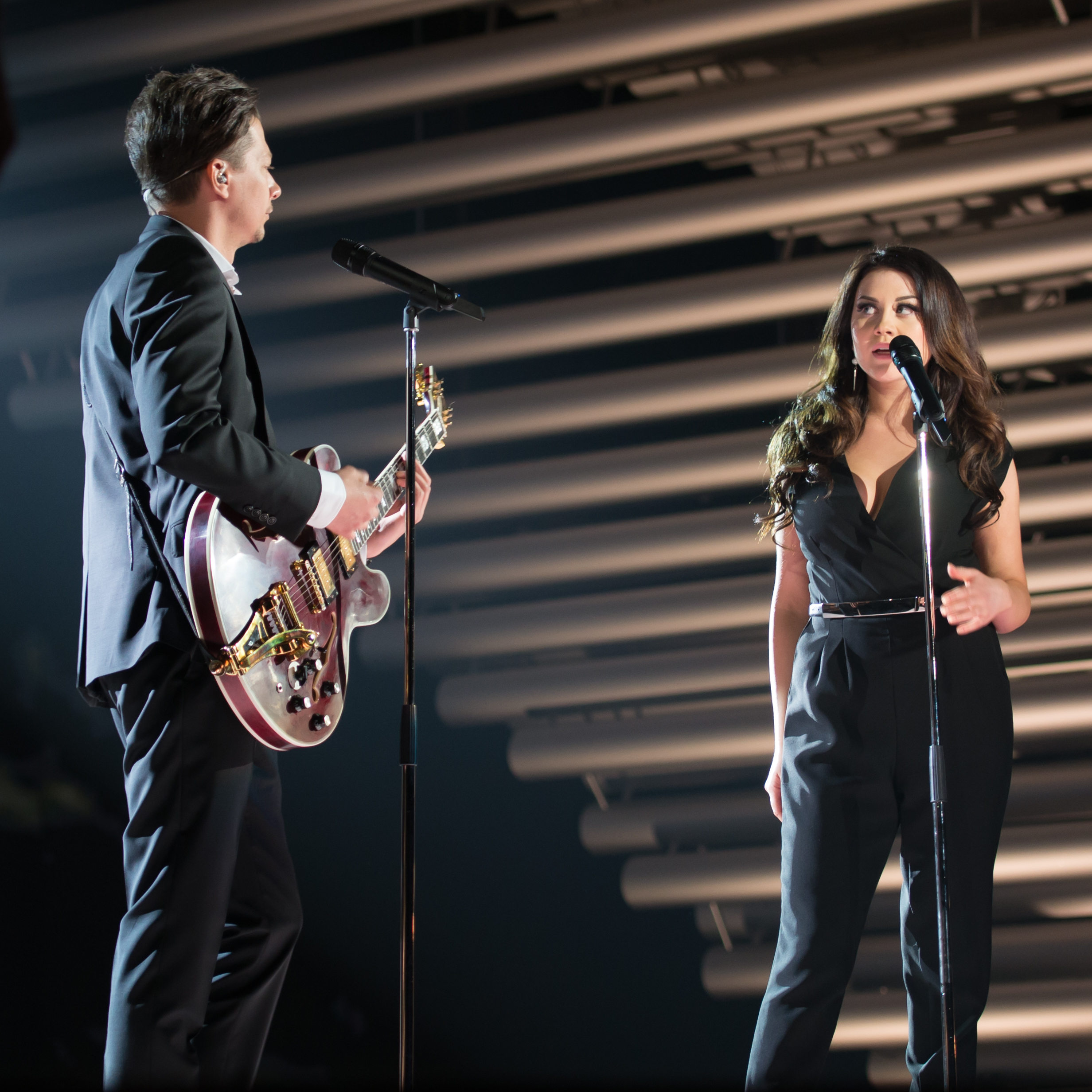
Elina Born & Stig Rästa

Estland trad in Wenen in de eerste halve finale op dinsdag 19 mei aan. Elina Born & Stig Rästa traden als zevende van de zestien landen aan, na Maria Elena Kiriakou uit Griekenland en voor Danijel Kajmakoski uit Macedonië. Estland werd derde met 105 punten, waarmee het doorging naar de finale op 23 mei.
In de finale trad Estland als vierde van de 27 acts aan, na Nadav Guedj uit Israël en voor Electro Velvet uit het Verenigd Koninkrijk. Estland eindigde als zevende met 106 punten.